# Ваньон
Ваньо́н (фр. Wagnon) — коммуна во Франции, находится в регионе Шампань — Арденны. Департамент коммуны — Арденны. Входит в состав кантона Новьон-Порсьен. Округ коммуны — Ретель.
Код INSEE коммуны — 08496.
Коммуна расположена приблизительно в 175 км к северо-востоку от Парижа, в 75 км севернее Шалон-ан-Шампани, в 26 км к юго-западу от Шарлевиль-Мезьера.

## Население
Население коммуны на 2008 год составляло 105 человек.
| 1962 | 1968 | 1975 | 1982 | 1990 | 1999 | 2008 |
| ---- | ---- | ---- | ---- | ---- | ---- | ---- |
| 102  | 157  | 149  | 118  | 96   | 96   | 105  |

## Экономика
В 2007 году среди 69 человек в трудоспособном возрасте (15—64 лет) 47 были экономически активными, 22 — неактивными (показатель активности — 68,1 %, в 1999 году было 56,7 %). Из 47 активных работали 39 человек (22 мужчины и 17 женщин), безработных было 8 (4 мужчины и 4 женщины). Среди 22 неактивных 5 человек были учениками или студентами, 8 — пенсионерами, 9 были неактивными по другим причинам.

## Фотогалерея

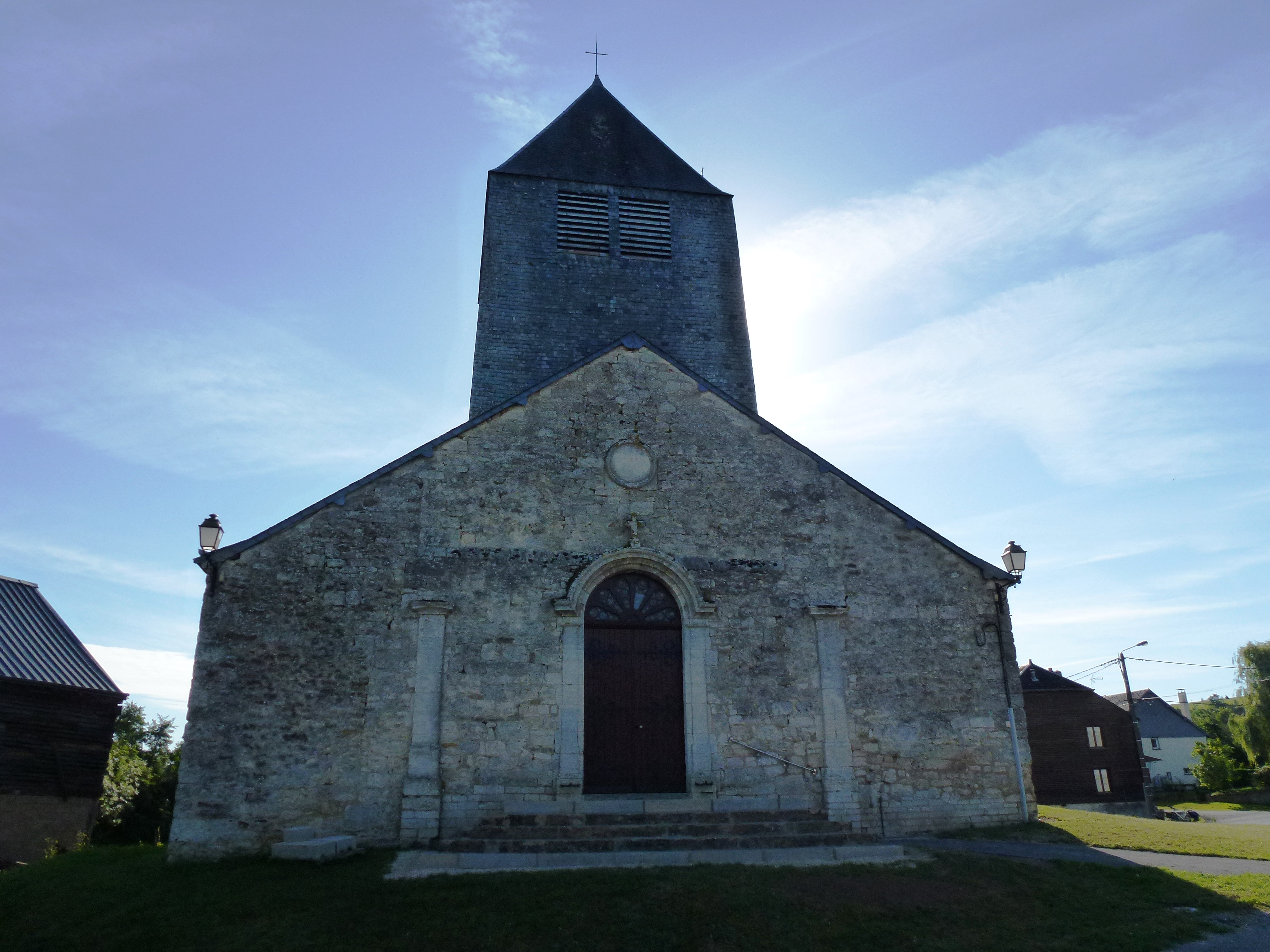
Церковь Нотр-Дам
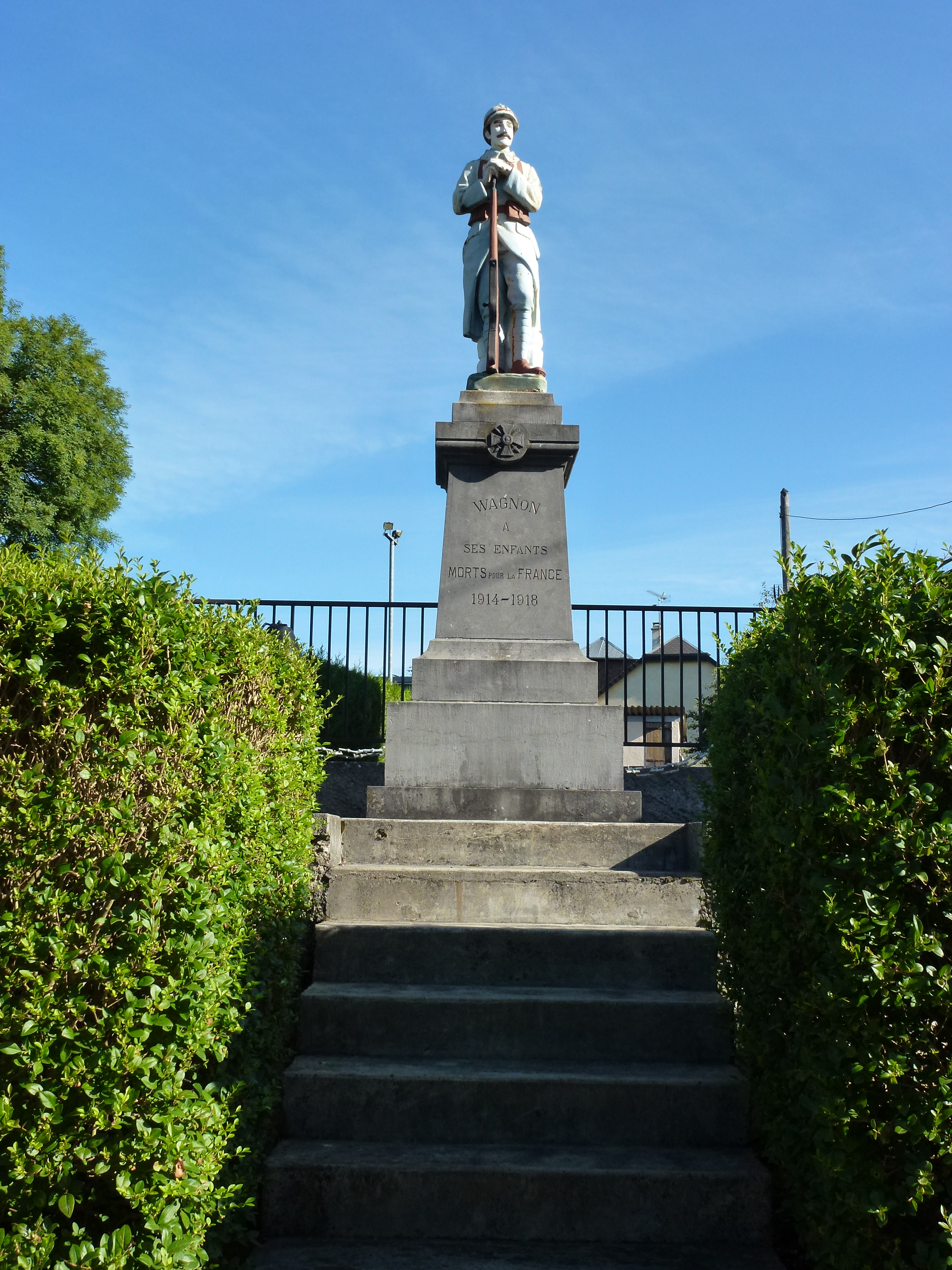
Памятник погибшим в Первой мировой войне
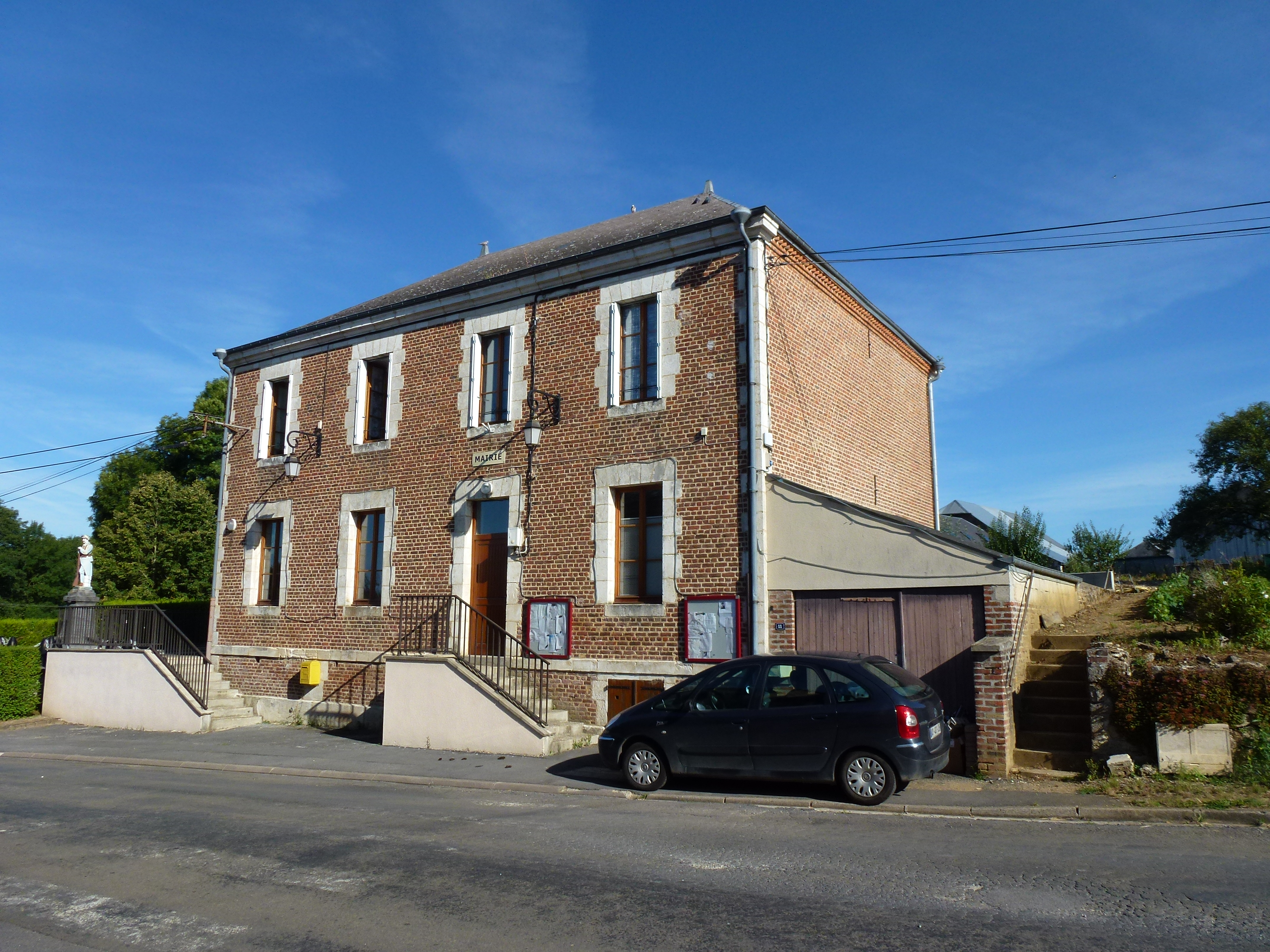
Мэрия
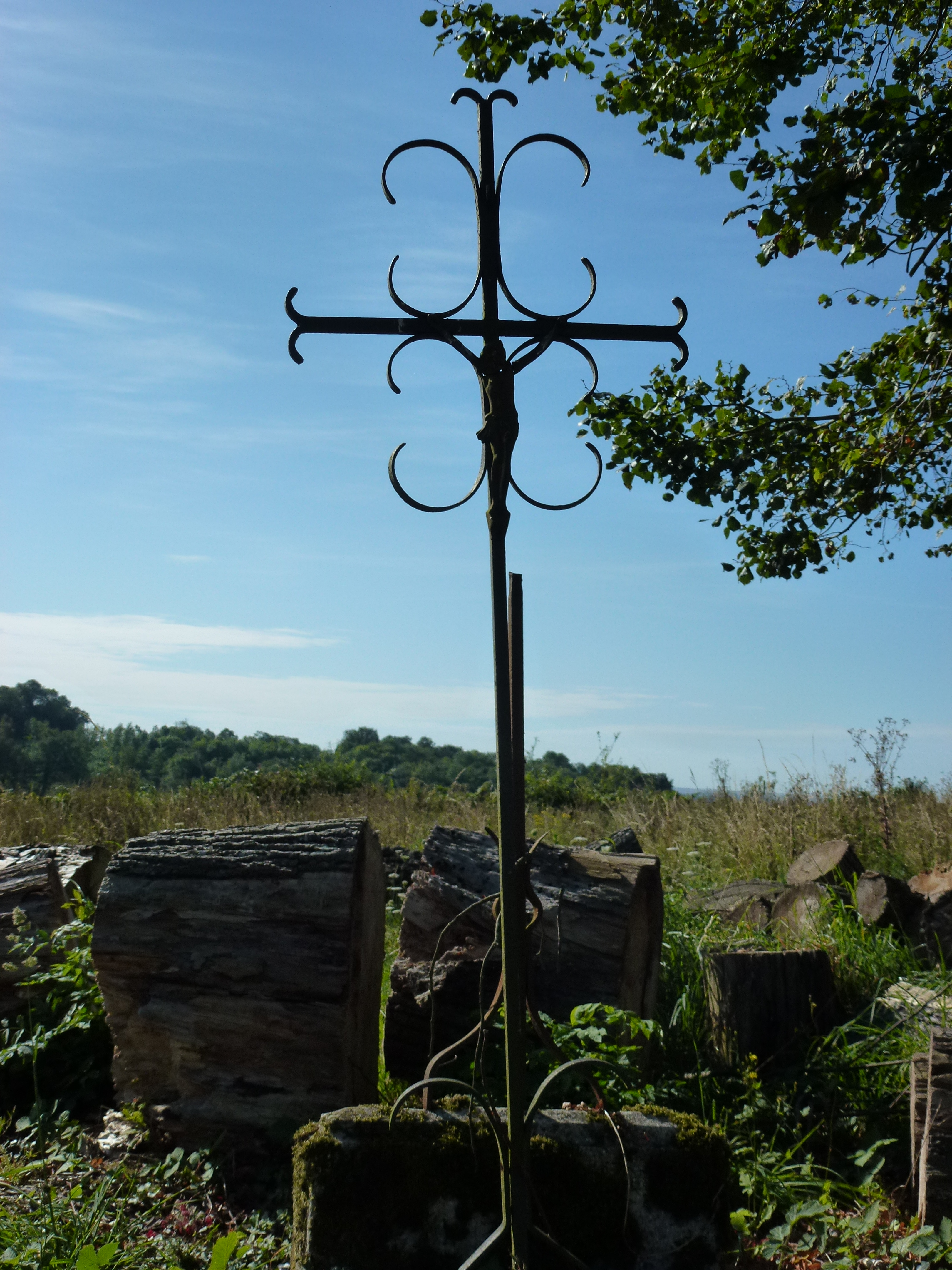
Придорожный крест